# Agabus costulatus
Agabus costulatus är en skalbaggsart som först beskrevs av Victor Ivanovitsch Motschulsky 1859.  Agabus costulatus ingår i släktet Agabus och familjen dykare. Inga underarter finns listade i Catalogue of Life.